# デンタス
株式会社デンタス（英文社名：DENTAS CO.,LTD. ）は、徳島県徳島市に本社を置く医療機器メーカー。歯科技工関連事業に特化している。

## 概要
2013年に歯科技工物製造用の3次元スキャナーを発売している。レーザー光を使って歯形模型の形状を読み込みデジタルデータ化する仕組みで、熟練技能が必要だった歯科技工物の原型の製作を簡単に行うことができる。
2015年には3次元プリンターなどの最新機器を増設して事業拡大、虫歯治療に使う「かぶせもの」や入れ歯など歯科技工物の生産能力を高めている。
歯科技工産業の課題をクリアしていくことを目的に、全国の歯科技工所100事業所と「デンタスクラブ」を組織している。

## 沿革
- 1996年（平成8年）6月11日 - 会社設立。
- 2005年（平成17年）3月 - 徳島県工業技術センターに研究室を設置[6]。
- 2006年（平成18年）2月 - 財団法人新技術開発財団（現・公益財団法人市村清新技術財団）「第76回新技術開発助成金」に採択される[6]。
- 2007年（平成19年）11月 - 徳島県小松島市赤石町15番38号へ本社を移転[6]。
- 2008年（平成20年）7月 - 徳島市問屋町48番地（現在地）へ本社を移転[6]。
- 2011年（平成23年）4月 - プリントセンターを開設[6]。
- 2014年（平成26年）9月 - 四国経済産業局「平成26年度戦略的基盤技術高度化支援事業」プロジェクトに採択される[6][7]。
- 2015年（平成27年）9月11日 - 東京証券取引所TOKYO PRO Marketへ株式上場[8]。
- 2016年（平成28年）
  - 3月 - 有限会社マリンデンタルを完全子会社化[6][9]。
  - 9月 - 有限会社デンタルパートナー・タイトフィットを完全子会社化[6]。

## 外部サイト
- 株式会社デンタス
- デンタスクラブ